# Charles F. Stevens
Charles F. Stevens, genannt Chuck Stevens, (* 1. September 1934 in Chicago, USA; † 21. Oktober 2022 in San Diego, Kalifornien, USA) war ein US-amerikanischer Neurobiologe.

## Werdegang
Stevens studierte Psychologie an der Harvard University mit dem Bachelorabschluss 1956 und danach Medizin und wurde 1960 an der Yale University in Medizin promoviert (M.D.). 1964 wurde er an der Rockefeller University bei Keffer Harline in Biophysik promoviert (Ph.D.). 1963 wurde er Assistant Professor und später Professor für Physiologie und Biophysik an der University of Washington Medical School und 1975 Professor für Physiologie an der Yale University Medical School. 1983 wechselte er auf eine Professur für molekulare Neurobiologie und 1990 wurde er Professor am Salk Institute. Außerdem war er von 1986 bis 2007 am Howard Hughes Medical Institute und er war Adjunct Professor für Pharmakologie und Neurowissenschaften an der University of California, San Diego. Er hatte auch eine externe Professur am Santa Fe Institute und ist Mitglied des Aspen Center of Physics.
Er forschte über die molekulare Basis der Signalübertragung an Synapsen. Stevens arbeitete sowohl experimentell als auch theoretisch. Er ging davon aus, dass das Gehirn eine skalierbare Architektur von Nerven-Schaltkreisen darstellt, das heißt der Weg zu höherer Intelligenz führt in der Natur über stetiges Wachstum des Gehirns, dessen fundamentale Architektur sich aber nicht wesentlich ändert, sondern auf dieses Wachstum eingerichtet ist (sie ist skalierbar). Dabei fand er, dass es einige grundlegende artübergreifende Design-Prinzipien gibt. Zum Beispiel fand er so ein bestimmtes Skalierungsverhalten der Zahl der Nervenzellen und ihrer Größe, zuerst bei den Ganglienzellen der Retina von Fischen. Mehr und kleinere Pixel bedeutet höhere Auflösung, aber auch schlechteres Signal-Rausch-Verhältnis, zwischen beiden versuchte die Evolution einen Ausgleich zu finden mit einem konstanten Verhältnis. Im Verlauf der Evolution nahm die Größe der Retina oder anderer Gehirnteile zu und in linearem Verhältnis dazu (mit einem Koeffizienten 2/3) auch die Fläche (bei der Retina) bzw. das Volumen, aus der einzelne Nervenzellen ihre Informationen beziehen (die Pixel-Größe bei der Retina). Ein weiteres Design-Prinzip mit Skalierungseigenschaft ist, dass die Anordnung der Teil des Gehirns so ist, dass die Verdrahtung minimal ist (und so mehr Kapazität für Informationsverarbeitung zur Verfügung steht statt für Kommunikation zwischen Gehirnteilen).
Der Nobelpreisträger Erwin Neher gehörte zu seinen Post-Doktoranden.
Er war Mitglied der National Academy of Sciences (1982) und der American Academy of Arts and Sciences (1984). 1979 erhielt er den W. Alden Spencer Award und 1998 hielt er die Van Vleck Lecture. 2011 erhielt er den Pasarow Award.

## Schriften
- Neurophysiologie, BLV Verlagsgesellschaft 1969